# 世界制服
『世界制服-universal reform-』（ユニ・フォーム -ユニバーサルリフォーム-）は、榎本ナリコによる日本の漫画作品。『月刊サンデージェネックス』（小学館）にて連載された。単行本は第2集まで刊行している。

## 概要
本作はほとんどが一話完結の読みきりのギャグ作品である。タイトルや内容にパロディが描写が多く、作者の新境地といわれた。
「ふしぎなジジ・ガール」を読んだという担当から「ギャグをお願いします!」と依頼されたのが読みきりとして発表された「高卒エスパー光」が生まれたきっかけとなった。
episode4「イッツア・スモール・ワールド」は「聖モエスの方舟」の原点となった作品であり、元ネタは「オモチャ物語（要英訳）」である。また、フィギュアの主人である安藤の名前はアンディをもじったもの。
episode5「未来青年の苦難」の元ネタは「『ボクは○○○！めいたんていさ！』…でないほう」。
episode6、7「すがたなき侵略者」「続・すがたなき侵略者」に登場したアモルファス星人のs/0011/Ωの戦闘形態のキャラクターデザインは島本和彦に依頼したもの。
episode6、7「すがたなき侵略者」「続・すがたなき侵略者」とepisode12「夢の左手、現の右手」は、アモルファス星人シリーズであり、ネムキでも、同じ世界観で描かれた読みきり「ファントムと少年」（「時間の歩き方」の2巻に収録）がある。
episode11「KATANA」はepisode1「創世記」の続きにあたるものと思われる。
2008年11月号のサンデージェネックスで『キミが考えた制服少女・制服デザイン』を募集し、その後大賞に選ばれた応募作品が「聖モエスの方舟」でモエナと友絵が着用する制服として採用された。
第二集のあとがきを読むかぎりでは、「聖モエスの方舟」が本作の第二章にあたると思われるが、「聖モエスの方舟」に特にそういった記載はなく、スピンオフとして紹介されている。

## あらすじ
episode0「高卒エスパー光」
引きこもりの生活をしていた青年・光の自宅に、自分と同じエスパーだという少女・ヨーコが訪れる。
episode1「創世記」
学校に遅刻しそうな女子高生・初井美卯の前に、謎のオタクが現れる。
episode2「アンチエイジ」
科学の技術が進み、見た目が10代のように若返ることができるようになり、見た目では年齢がわからない者が増えていた。
episode3「最終兵器彼氏」
ある日、遠藤了という美少年が転校して来る。それから、周囲の女性のみならず、男性までもが彼の虜になった。
episode4「イッツア・スモール・ワールド」
オタク青年・安藤の家で暮らすフィギュアたちだったが、新たな美少女フィギュアがやって来る。
episode5「未来青年の苦難」
自分以外の人類が滅亡したらしい世界で一人、とある無人島で暮らす青年・小波大助は、浜辺で謎の少女・如月ランに出会う。
episode6、7「すがたなき侵略者」「続・すがたなき侵略者」
各国首相たちが集まるサミット開催中、空中に楕円形の光が現れる。それは地球を新たな住処にするべく飛来した、不定形の異星人・アモルファスだった。
ある日、女子高生の翔子は、仲間を裏切り、人間を守ろうとするアモルファス人の戦士と出会い・・・
episode8「電影婦警」
引きこもりの青年・引田譲治は、インターネットに大学を爆破する犯行予告を書き込むが、突然パソコンの画面から、警視庁が開発した3Dキャラクター・警子が飛び出してくる。
episode9,10「『地球』に落ちてきた男」（前後編）
地球が移住不可になってから100年後、地球は復興の兆しを見せ始める。
月野玲一は、α星系第三惑星『α＝ロメオP3』に移住した人類を迎えるためこの星に向かっていったが、宇宙船が磁気嵐に巻き込まれ、この星に不時着してしまう。
そこで彼を待っていたのは驚くべき事実だった・・・
episode11「KATANA」
世間では、女子高生の間で刀型の防犯グッズ『ブレードスティック』（通称『ブレステ』）が流行していた。
一方、神のうぷ主により唐突に現実にアップロードされた初井美卯NHKは秋葉原を彷徨い、また、とある下妻っぽい場所にある高校の不良生徒たちは、ライバル校との抗争に勝つべくブレステで対抗しようとしていたが・・・
episode12「夢の左手、現の右手」
ある朝、小平進一が目覚めると隣に思いを寄せている天森祐希子がいた。
しかし、その正体は進一の左手に融合したアモルファス星人・M/9611/ε-003が祐希子の姿になったものだった。
こうして、奇妙な生活が始まるが・・・

## 登場人物

### episode0「高卒エスパー光」
速水光（はやみ　ひかり）
過去にエスパー少年としてメディアに引っ張りだこだったが、現在は家に引きこもっている。
超能力は、十円玉を1cmほど動かせるくらい。
ヨーコ
強力な超能力を持つ女子高生。そのために家族やクラスメイトから気味悪がれていた。
光を同じ超能力者として慕う。

### episode1「創世記」
初井美卯（ういい　みう）
普通の女子高生であるはずだが、突然現れたうぷ主に自分の正体がバーチャロイドの「初井美卯JK（じょしこーせー）」であると明かされる。ただし本人は全く信じていないようだ。
うぷ主
美卯の前に突然現れた謎のオタク。その正体は人間たちの創造神。
皮（バーチャルスキン）を被ることで美形の青年の姿になることができ、その姿で美卯を誘う場面もある。
初井美卯NHK（ういいみうネコミミホータイクノイチ）
うぷ主にバーチャル美少女ソフトで創造されたバーチャロイド（人造もとい、神造人間）。ネコミミを生やし、眼帯を付け、取り外し不可な刀を常に持っている。
うぷ主ら創造神を憎み、復讐心を抱くが、それがデフォルトであることがうぷ主により明かされ、絶望する。
常に自分の存在意義に悩む。

### episode2「アンチエイジ」
伊藤トモヤ
数少なくなった本物の男子高校生。
義母として一緒に暮らすつかさに対し、戸惑いを感じる。
幼馴染の浜鮎川に思いを寄せるが、なかなか相手にされない。
浜鮎川（はまあゆかわ）
トモヤの幼馴染で数少ないリアル女子高生。
男子（ただしアンチエイジング済みの中高年たち）の人気が高いが、気が強く、彼らに対して冷たい。
トモヤに対しても冷たい態度をとるが、好意がないわけではないらしい。
つかさ
トモヤの父親の再婚相手でトモヤの義母。
年齢は52歳だが、アンチエイジングのおかげで見た目が幼女。

### episode3「最終兵器彼氏」
橋爪アキラ
女子高生。
クラスメイトらが遠藤に夢中の中、なぜか彼女だけが遠藤に対し興味を抱かない。
遠藤了
アキラの通う高校へ転校してきた美少年。
その容姿の美しさから女子生徒や街中の女性たち、さらには男性まで虜にしてしまう。
その正体は、人類を争わせるために造られた最終兵器である。

### episode4「イッツア・スモール・ワールド」
※ここでのモエナら登場人物紹介は「聖モエスの方舟」とは異なる。
モエナ
「聖モエスの箱庭学園」シリーズ中では、ドジっこで気弱な設定だが、実際は気が強いフィギュア。
自分たちの持ち主である安藤に愛でられることに喜びを感じる。
突然現れた純子にライバル心を抱く。
モモエ
「聖モエスの箱庭学園」シリーズでは、リーダーシップ抜群の頼れるお姉様。
ちなみに安藤には特に興味はない。
トモエ
「聖モエスの箱庭学園」シリーズでは、モエナの親友で夢見がちなメガネっこ。
「聖モエスの方舟」中での彼女の腐女子趣味はこの頃からあったと思われる。
モエム
「聖モエスの箱庭学園」シリーズ中では、ツンデレなロリータ少女。
実際は気弱で泣き虫な性格のフィギュア。再生産版なので襟のラインの色などが違う。
清川純子
安藤の家に新しくやってきたフィギュア。
かなりの天然で自分がフィギュアであることに気付いていない。
安藤
オタク青年。主に美少女フィギュアを好むが、彼女ができたことにより、モエナらフィギュアの間で彼が脱オタクをするのではないかと囁かれる。
安藤の彼女
純子に似た安藤の彼女。
彼女自身が、安藤が脱オタクするきっかけになると思われたが、実は彼女自身もオタクであると判明し、結果的には安藤と意気投合することとなった。
ちなみに、主にドールを好む。

### episode5「未来青年の苦難」
如月ラン
アンドロイドの少女。
体には、人類が築き上げてきた文明が入っている。そのためインダス文明復興連合に追われ、安藤の暮らす島に流れ着く。
制服姿なのは、彼女の父親（開発者）がいわゆるマッドサイエンティストだかららしい。
ランという名前は「Retune-Anti-Nature（反自然回帰）」という忌み名である。
小波大助（こなみ　だいすけ）
無人島で一人暮らしていた青年。
魚を釣りに行ったところでランと出会う。

### episode6、7「すがたなき侵略者」「続・すがたなき侵略者」
翔子
普通の女子高生。
アモルファス人が融合（ハイブリード）をするのに適したDNAを持っていたために狙われる。
かなり惚れっぽい。
S/0011/Ω（ステイグマ・ダブルオーイレブン・オメガ）
アモルファルのステイグマ（戦士）。
アモルファスの生き方に疑問を持ち、彼らを裏切り、人間たちを守る決意をする。
ゴキブリと融合したため、戦闘形態がゴキブリ型。

### episode8「電影婦警」
警子
年齢設定は16歳の婦警型3Dホログラムキャラクター。男性向け。
ネット上の犯罪予告などに人為的対処が困難になったため、警視庁によって開発された。
譲治を24時間監視をすることになる。
女性向けに兄の警太がいる。
引田譲治
引きこもり生活をする男性。アングラ、ダーク系を好むオタク。
大学入学時に、田舎育ちを笑われて以来、それがトラウマとなる。

### episode9,10「『地球』に落ちてきた男」
月野玲一
α＝ロメオP3に移民した人類を地球に迎えるためにやって来た青年。
しかし、磁気嵐に巻き込まれこの惑星に不時着する。そこにある『聖イヴ＝クラフト学院』に集うクローンの少女たちと出会い、ここが彼女らに「地球」と呼ばれていることを知る。
EVE-1103（ヒトミ）
『聖イヴ＝クラフト学院』の生徒のひとりでクローン少女の一人。
不時着した玲一を最初に発見して彼を助けた。

### episode11「KATANA」
初井美卯NHK
うぷ主により、いきなり現実にアップロードされ、街をさまよう。
詳細はepisode1『創世記』の登場人物紹介の項を参照。
江楠竜二
不良多めの高校・昇嶽館の番長グループの気弱な少年。
行方不明の姉の居場所を副番が知っているらしいため、グループに入ってる。

### episode12「夢の左手、現の右手」
小平進一
男子高校生。
左手をアモルファス人のM/9611/ε-003に融合される。
左手のみの融合のため、心身は完全に乗っ取られていない。
M/9611/ε-003（ミュー・ナインシックスイレブン・イプシロン・ゼロゼロスリー）
アモルファス人。
眠っている進一に融合しようとしたが、誤って彼の左手に融合してしまう。
祐希子の姿なのは、融合に失敗した防衛のために進一が好ましいと思う者の姿を映したため。
地球人に興味を持ち始める。

## 単行本
- 『世界制服』小学館〈サンデージェネックスコミックス〉
  1. 　ISBN 9784091571458
  2. 　ISBN 9784091571724

## 関連作品
- 『聖モエスの方舟』 - episode4「イッツア・スモール・ワールド」内の劇中劇フィギュアシリーズ「聖モエスの箱舟学園」を元にした漫画作品。ただし、設定は『世界制服』掲載時とは若干異なっている。